# Indoxacarb
Indoxacarb ist ein Wirkstoff zum Pflanzenschutz und ein 1:1-Gemisch (Racemat) zweier chemischer Verbindungen aus der Gruppe der Oxadiazine.

## Darstellung
Die Darstellung von Indoxacarb erfolgt in einer vielstufigen Synthese ausgehend von m-Chlorbenzaldehyd. Ein Schlüsselschritt ist dabei die Hydroxylierung von Methyl-5-chlor-1-oxo-2-indancarboxylat in einer aminkatalysierten Reaktion. Durch die Verwendung eines Cinchona-Alkaloids als Katalysator erfolgt die Umsetzung enantioselektiv.

## Eigenschaften
Indoxacarb ist ein farbloser Feststoff, der unlöslich in Wasser ist. Das technische Produkt stellt eine 3:1-Mischung des (S)-Enantiomers, welches als Insektizid wirksam ist, und des unwirksamen (R)-Enantiomers dar.

## Wirkungsweise
Indoxacarb ist ein Proinsektizid, der eigentliche Wirkstoff entsteht erst durch N-Decarboxymethylierung durch Esterasen. Dieser wirkt durch Blockierung der spannungsaktivierten Natriumkanäle im Nervensystem des Insekts. Da Indoxacarb erst durch eine Metabolisierung aktiviert wird, ist es besonders wirksam gegen bereits Pyrethroid-resistente Insektenstämme.

## Verwendung
Indoxacarb wird als Insektizid verwendet und wurde im Jahr 2000 in den USA für den Hersteller DuPont zugelassen. Es wird zur Bekämpfung von Lepidoptera-Schädlingen im Larvenstadium bei Äpfel, Birnen, Kohlgemüse, Mais, Salat und Gemüse eingesetzt.

## Zulassung
Der Wirkstoff Indoxacarb wurde mit Wirkung vom 1. April 2006 in die Liste der in der Europäischen Union zugelassenen Pflanzenschutzwirkstoffe aufgenommen. Am 19. Dezember 2021 lief diese Zulassung aus.
Auch in der Schweiz waren Pflanzenschutzmittel mit diesem Wirkstoff zugelassen (Steward im Gemüse-, Obst- und Weinbau, Ammate), bis der Wirkstoff per 1. Juli 2022 verboten wurde. Wegen den üblichen Übergangsfristen durften Pflanzenschutzmittel die den Wirkstoff enthalten noch bis zum 1. Oktober 2022 verkauft und bis zum 1. April 2023 angewendet werden.
In der Europäischen Union ist Indoxacarb seit Anfang 2010 als Biozid-Wirkstoff zugelassen. In Deutschland wurde die Zulassung als Biozid gegen Küchenschaben und Ameisen beantragt.